# Paul Hüttel
Paul Hüttel (født 13. juli 1935 i Hedensted) er en dansk skuespiller, som især er kendt fra Matador, hvor han spillede Herbert Schmidt og fra julekalenderne Alletiders Jul (1994), Alletiders Nisse (1995), Alletiders Julemand (1997) og Pyrus i Alletiders Eventyr (2000) samt den derpå baserede spillefilm Pyrus på pletten (2000), hvor han spillede nissen Gyldengrød.
Hüttel er uddannet fra Odense Teaters elevskole 1960-1963. Herefter var han ansat på teatret i tre år, hvor han bl.a. medvirkede i West Side Story. Sidenhen fik han som freelance-skuespiller en række roller på forskellige københavnske scener, bl.a. Fiolteatret og Gladsaxe Teater. Sidstnævnte sted fik han en rolle i Hair. I 1971 blev han ansat på Det kongelige Teater, hvor han bl.a. fik roller i Eventyr på Fodrejsen, Indenfor Murene og Den skjulte fryd. Siden 1990 har Paul Hüttel turneret med Det Danske Teater, optrådt på ABC Teatret, Østre Gasværk Teater, Grønnegårdsteatret, Aveny Teatret og Privatteatret.
Paul Hüttel er tilknyttet lydbogsforlaget Momo - Skuespillernes Lydbogsværksted, hvor han har indlæst flere lydbøger.
Han har siden 1974 været gift med skuespillerkollegaen Birthe Neumann.

## Filmografi

### Spillefilm
- Gymnasiepigen (1960) – Børge
- Den rige enke (1962) – Eriks ven
- Tænk på et tal (1969) – Sorgenfrei
- Balladen om Carl-Henning (1969) – Poul
- Olsen-banden på spanden (1969) – Bankrøver
- Sangen om den røde rubin (1970) – Erik
- Ska' vi lege skjul? (1970) – Sebastian
- Amour (1970) – Tyv
- Nitten røde roser (1974) – Poul Steffensen
- Når engle elsker (1985) – Kurt
- Skyggen af Emma (1988) – Hotel dørmand
- Ved vejen (1988) – Doktor
- Jydekompagniet (1988) – Guru-medhjælper
- En afgrund af frihed (1989) – Betjent
- Jydekompagniet 3 (1989) – Bedemand
- Lad isbjørnene danse (1990) – Hilding
- Krummerne 2 - Stakkels Krumme (1992) – Overskurk
- Vildbassen (1994) – Præst
- Ondt blod (1996) – Sekretær
- Mørkeleg (1996) – Politilæge
- Juliane (2000) – Læge Linder
- Pyrus på pletten (2000) – Gyldengrød
- Den magiske legetøjsbutik (2008) – Mester Magorium (stemme)
- Anja og Viktor - i medgang og modgang  (2005)
- Narnia: Løven, heksen og garderobeskabet - Professor Kirke (stemme) (2008) – dommer
- Den magiske legetøjsbutik (stemme) (2007)

### Tv-serier
- Matador, afsnit 9-12 og 15-17 (1979-1980) – Herbert Schmidt
- Gøngehøvdingen, afsnit 3 (1992) – Esben Naas
- Alletiders jul (julekalender) (1994) – Guttenborg
- Riget, afsnit 1 og 3-4 (1994) – Dr. Steenbæk
- Landsbyen, afsnit 24-25 (1995) – Antikvar
- Alletiders nisse (julekalender) (1995) – Gyldengrød
- Riget II, afsnit 1-4 (1997) – Dr. Steenbæk
- Alletiders Julemand (julekalender) (1997) – Gyldengrød
- Strisser på Samsø, afsnit 7 (1998) – Inspektør John Jensen
- Edderkoppen (2000) – Fængselsbetjent
- Hotellet (2000) – Falsk læge
- Pyrus i alletiders eventyr (julekalender) (2000) – Gyldengrød
- Forsvar, afsnit 1, 5, 8 og 10 (2003-2004) – Philip Lefevre
- Krøniken, afsnit 19 (2006) – Madsen
- Forbrydelsen, afsnit 4-6, 8 og 20 (2007) – Peter, Pernilles far
- 2900 Happiness, sæson 3, episode 34 (2009) - Jørgen, von Becks advokat
- Den anden verden, afsnit 13-14 (2016) — Præst
- Badehotellet, afsnit 5-7 (2017) — Hans Henrik Ploug, pensioneret læge. Radiostemme afsnit 1 (2020)
- Hvide Sande, afsnit 5 (2021) — Laurits, Natteravnen, pensioneret fyrmester.

### Tegnefilm
- Pelle Haleløs (1981)
- Den lille Havfrue (1989) – Onkel Grimsey
- Svaneprinsessen (1994) – Grev Gregers
- Græs-rødderne (1998) – Hr. Muld
- Tarzan (1999) – Professoren
- Chihiro og Heksene (2001) – Kamajii
- Junglebogen 2 (2003) – Kaa
- Atlantis - Milo vender tilbage (2003) – Sam McKeane
- Strings (2005) – Agra
- Over hækken (film) (2006) – Ozzy
- Arthur og minimoyserne (2006) - Archibald
- Biler (film) (2006) - Vagn
- Kung Fu Panda (2008) – Hr. Ping (Po's far)
- Star Wars: The Clone Wars (2008) - Palpatine
- Biler 2 (2011) - Vagn
- Emoji Filmen (2017) - Pølle